# Salezy Tomczak
Salezy Bogumił Tomczak OFM (ur. 26 kwietnia 1940 w Poznaniu) − duchowny katolicki, franciszkanin, historyk, archiwista, znawca franciszkanizmu.

## Życiorys
Bogumił Tomczak urodził się 26 kwietnia 1940 w Poznaniu w rodzinie Michała i Aleksandry zd. Szwed. Do franciszkanów wstąpił 28 sierpnia 1958 w Prowincji Wniebowzięcia NMP w Katowicach. Po odbyciu rocznego nowicjatu złożył pierwszą profesję zakonną 29 sierpnia 1959. Po odbyciu studiów filozoficzno-teologicznych złożył profesję wieczystą 5 września 1962. Święcenia kapłańskie przyjął 14 września 1965. Obecnie jest członkiem poznańskiej Prowincji św. Franciszka z Asyżu.
Jest redaktorem naczelnym serii wydawniczej "Studia Franciszkańskie".

## Wybrane publikacje
- Hieronim Dłubis OFM, Salezy Tomczak OFM: Schematyzm Prowincji Wniebowzięcia Najśw. Maryi Panny Zakonu Braci Mniejszych w Polsce. Katowice: Kuria Prowincjalna Franciszkanów w Katowicach, 1989. Brak numerów stron w książce
- Jacek Wiesiołowski, Salezy Tomczak OFM: Kroniki Bernardynów poznańskich. Poznań: Wydawnictwo Miejskie, 2002. ISBN 83-87847-80-1. Brak numerów stron w książce
- Klasztor franciszkanów w Katowicach-Panewnikach jako siedziba kurii prowincjalnej odrodzonej prowincji zakonnej. W: Antoni Barciak (red. nauk.): Wkład Kościołów i Zakonu Franciszkanów w kulturę Katowic. Katowice: Instytut Górnośląski, 2003, s. 345-363. ISBN 83-86053-46-1.
- Jacek Wiesiołowski, Salezy Tomczak OFM: Kronika Reformatów poznańskich. Poznań: Wydawnictwo Miejskie, 2006. ISBN 83-89525-44-5. Brak numerów stron w książce
- Zarys dziejów Prowincji Wniebowzięcia NMP Zakonu Braci Mniejszych w Polsce (1923–1991). „Szkoła Seraficka”. 1, s. 75-130, 2008. Katowice: Prowincja Wniebowzięcia Najświętszej Maryi Panny Zakonu Braci Mniejszych w Katowicach. ISSN 1898-7842.
- „Wcześnie osiągnąwszy doskonałość, Przeżył czasów wiele” (Mdr 4,13), Euzebiusz Franciszek Wieczorek OFM (1931-1964). W: Salezy Tomczak OFM: Niezwykli franciszkanie XX/XXI stulecia. Poznań: Studia Franciszkańskie, 2010, seria: Biblioteka Studiów Franciszkańskich. Brak numerów stron w książce